# Gedeutereerd benzeen
Gedeutereerd benzeen (ook aangeduid als benzeen-d6) is een gedeutereerd oplosmiddel met als brutoformule C6D6. Het is een isotopoloog van benzeen en wordt gebruikt in de NMR-spectroscopie als oplosmiddel. De stof komt bij kamertemperatuur voor als een vluchtige kleurloze vloeistof met een indringende en onaangename geur.

## Synthese
Gedeutereerd benzeen kan bereid worden door de behandeling van benzeen met gedeutereerd zwavelzuur, en dit mengsel gedurende 10 dagen bij kamertemperatuur te roeren onder een inerte atmosfeer van stikstofgas. Gedeutereerd zwavelzuur wordt bereid door zwaveltrioxide op te lossen in zwaar water.